# Narkidae
Narkidae – rodzina ryb chrzęstnoszkieletowych z rzędu drętwokształtnych (Torpediniformes).

## Rozmieszczenie geograficzne
Rodzina obejmuje gatunki występujące w wodach indo-zachodniego Oceanu Spokojnego.

## Charakterystyka
Gatunki z rodzajów Electrolux i Heteronarce mają dwie płetwy grzbietowe. U Temera płetwa grzbietowa nie występuje.

## Klasyfikacja
Rodzaje zaliczane do tej rodziny:
- Electrolux Compagno & Heemstra, 2007 – jedynym przedstawicielem jest Electrolux addisoni Compagno & Heemstra, 2007
- Heteronarce Regan, 1921
- Narke Kaup, 1826
- Temera Gray, 1831 – jedynym przedstawicielem jest Temera hardwickii Gray, 1831
- Typhlonarke Waite, 1909 – jedynym przedstawicielem jest Typhlonarke aysoni (Hamilton, 1902)